# 성신여객
성신여객은 부산광역시 동래구에 있는 마을버스 운송업체이다. 

## 차고지
- 부산광역시 동래구 명서로 114 (명장동) (본사)

## 운행 노선
- 동래1번 (서동세웅병원 ~ 롯데백화점 동래점)
- 동래1-1번 (동래문화회관 ~ 장전중학교)
- 동래7번 (센텀sk뷰 ~ 롯데백화점 동래점)
- 동래7-1번 (명안2동치안센터 ~ 동래역)
- 해운대3번 (재송글로리아파트 ~ 도시철도 수영역)